# آریستولوس
آریستولوس (Aristillus) منجم یونانی بود که در آغاز قرن سوم ق م در اسکندریه برآمد. به گفتهٴ بطلیموس‌، آریستولوس و تیموخاریس، که در همان ایام در اسکندریه کار می‌کردند، تقریباً تنها منجمانی بودند که پیش از هیپارخوس، به رصد علمی ستارگان پرداخته بودند. رصدهای آریستولوس کم‌تر و غیردقیق‌تر از رصدهای تیموخاریس بود. آنان زاویهٴ میل عَیوق و سه ستارهٴ دم دب اکبر را ذکر کرده‌اند.